# Cerberus (rodzaj)
Cerberus – rodzaj węży z rodziny Homalopsidae.

## Zasięg występowania
Rodzaj obejmuje gatunki występujące w południowo-wschodniej Azji (Indie, Sri Lanka, Bangladesz, Mjanma, Kambodża, Wietnam, Tajlandia, Malezja, Filipiny, Singapur, Brunei, Indonezja i Timor Wschodni), Australii i na wyspach Mikronezji (Palau). 

## Systematyka

### Etymologia
- Hurria: etymologia nieznana, autor nie wyjaśnił pochodzenia nazwy rodzajowej[3]. Gatunek typowy: Hurria bilineata Daudin, 1803 (= Hydrus rynchops Schneider, 1799).
- Strephon: gr. στρεφω strephō „przekręcać, obrócić”[7]. Nowa nazwa dla Hurria Daudin, 1803.
- Cerberus: Cerber (gr. Κερβερος Kerberos, łac. Cerberus), w mitologii greckiej był olbrzymim trzygłowym psem strzegącym wejścia do świata zmarłych[8].

### Podział systematyczny
Do rodzaju należą następujące gatunki: 
- Cerberus australis
- Cerberus dunsoni
- Cerberus microlepis
- Cerberus rynchops – psiogłowiec nowogwinejski[10]
- Cerberus schneiderii